# カルロス・オリヴェイラ
| 『バイオハザード3 LAST ESCAPE』                   | （以降、『3』）    |
| 『バイオハザード アンブレラ・クロニクルズ』       | （以降、『UC』）   |
| 『バイオハザード オペレーション・ラクーンシティ』 | （以降、『OR』）   |
| 『バイオハザード RE:3』                           | （以降、『RE:3』） |
| 『バイオハザードII アポカリプス』                 | （以降、『II』）   |
| 『バイオハザードIII』                             | （以降、『III』）  |
| 『バイオハザードV リトリビューション』            | （以降、『V』）    |

カルロス・オリヴェイラ (Carlos Oliveira) は、カプコンのゲーム『バイオハザード』シリーズに登場する架空の人物。

## 公式プロフィール
- 年齢：21歳（1998年当時）
- 血液型：O型
- 身長：182cm
- 体重：83kg

## キャラクター

### ゲーム作品
アンブレラが持つ非正規部隊にしてさまざまな経歴を持つ人物で構成され、犯罪者やゲリラ活動者が多くいる「アンブレラ・バイオハザード対策部隊」（以降、U.B.C.S.）のD小隊A分隊に所属する傭兵。階級は伍長。幼少時からゲリラに所属し、戦場を多く経験しながら銃の扱いにも慣れて生き延びてきたが、所属元がアンブレラに吸収されてからはU.B.C.S.の傭兵となっていた。また、同僚かつ親友だったマーフィー・シーカーと共に投入されたラクーンシティでは、汚染された水を摂取してT-ウィルスに感染した彼の頼みを躊躇しながらもやむなく受け入れ、殺してしまう（ストーリー展開次第では、ニコライ・ジノビエフによって感染を疑われたマーフィーが一方的に射殺される）。
インディオの血を引いているらしいが、国籍は不明で何度か顔の整形手術を受けており、名前も偽名の可能性があることが示唆されている。また、これ以降のシリーズには登場しておらず、さらなる詳細な情報もない。強い胆力も持っており、不利な状況に対応できる芯の強さを持つが、ゲリラの任務とは違い、次々と前代未聞な出来事が起こるラクーンシティの任務では絶望的な状況におちいって我慢できず、弱気になることも少なくなかった。軽口も目立つが、正義感と優しい性格の持ち主であり、戦場を多く経験しているために戦闘技術は高く、ジルがゾンビたちに囲まれたときにはアサルトライフルを連射しながら、彼女には当てずにゾンビたちだけを全滅させるなど、絶妙な射撃能力を持つ。
1998年9月に発生したラクーンシティ壊滅事件には市民の救出と事態の鎮圧を任務とされ、多くのU.B.C.S.隊員と共に現場へ投入された。しかし、街の状態はすでに酷く深刻なもので懸命な活動も虚しく、投入された者のほとんどが死亡することになった。傭兵として必要以上の事を知らされていなかったこともあり、この時点では、街の惨劇が自分のクライアントであるアンブレラが引き起こしたという裏事情を知らなかったうえ、先述の任務を信じて疑わずにS.T.A.R.S.隊員であるジル・バレンタインと出会う。最初は自分の立場ゆえにジルから警戒と不信感を抱かれていたが、街から生きて脱出を図るために協力を提案する。後に合流した際には、ジルと共に街からの脱出を目指した。
街から脱出するために向かった先々では、弾薬の確保やジルを追う追跡者/ネメシス-T型を共に撃退することで彼女の信頼を得ていくが、一時は「自分たちはゾンビのエサでしかなく、難民回収計画も信用できない」と自暴自棄になったところをジルに叱咤激励されるほか、彼女が追跡者と戦う際には駆けつけてロケットランチャーをアサルトライフルで撃ち、破壊するイベントもある。また、追跡者との戦闘でT-ウィルスを感染させられたジルを救うべく単身でラクーン病院へ向かった際には、医師たちの命がけでまとめられたファイルをもとに病院の施設を使ってワクチンの精製に成功し、彼女を回復させる。その後、ジルにニコライの正体がアンブレラから派遣された監視員であることを伝え、警戒するように忠告する。やがて、到着した処理場ではジルの同僚のバリー・バートンから発信された無線通信を受信して発煙筒を焚き、彼の操縦してきたヘリコプターを誘導した直後、追跡者を倒して追い付いてきたジルと共にヘリへ乗り込み、街からの脱出を果たした。その後の消息は不明。
『RE:3』では無造作な髪型や無精髭が目立つワイルドな風貌となっており、勇敢な正義漢としての一面が強調されている。『3』のように弱気になる場面は見られず、いかなる状況下でも冷静さを失わない、容姿と合わせ、後述の実写劇場版に近い人物像として描かれている。『3』では、自暴自棄になったことでジルから平手打ちを喰らう場面があったが、本作では削除されている。彼と共に人命救助を全うする同僚・タイレル・パトリックからは、「肝が据わってるな」と評されている。

### 実写劇場版
俳優はオデッド・フェール、日本語吹き替えは寺杣昌紀（劇場公開 / ソフト版）と江原正士（『II』地上波放送版）が担当した。
こちらでは、名前や立場こそ原作との共通点があるものの、性格や外見はむしろ原作主人公の一人であるクリス・レッドフィールドに近いうえ、彼と同じく喫煙者である。
『II』の当初はU.B.C.S.の隊長であり、アンブレラの命令に従ってゾンビたちと戦っていたが、その最中に自分たちがアンブレラにとっては単なる消耗品に過ぎないことを悟り、仲間のニコライ・ジノビエフ（原作とは違い、善良な人間）と共に離反を決意し、T-ウィルスの開発者であるチャールズ・アシュフォードからの「娘であるアンジェラを助け出して欲しい」という要請を機に主人公のアリス・アバーナシーたちと出会い、共にラクーンシティからヘリコプターで脱出を果たすが、核ミサイルの爆発衝撃波によるヘリ墜落後、墜落の際に重傷を負って沈黙したアリスが傍目には死亡したとしか見えなかったため、置き去りにしてしまう。
その後、アリスがアンブレラに回収されて一命を取り留めたことを知り、ジル・バレンタインたちと共にアンブレラ関係者に成り済まして救助するが、その策略はアリスを人工衛星越しに操っていたアンブレラの実験開発担当者であるサミュエル・アイザックスには筒抜けだったため、彼の放った刺客たちに追われて『III』までの間にジルとは離れ離れになる。アンブレラに操られて仲間に危害を加えることを恐れたアリスが姿を消してからT-ウィルスの影響で世界が崩壊していく中、共にラクーンシティから脱出した仲間L.Jと共にクレア・レッドフィールドの率いるコンボイ（車団）へ加わる。
やがて、『III』ではモーテルにおいてT-ウィルスに感染したカラスの群れとの戦闘中、助けに現れたアリスと再会して彼女の事情や心情を知る。その後、燃料補給のために向かったラスベガスでは、アイザックスの放ったスーパーアンデッドと交戦するが、ゾンビ化したL.J.に噛まれてT-ウィルスに感染してしまい、抗ウイルス剤投与が間に合わないことを悟った後はアリスと口付けを交わし、ゾンビたちに囲まれているアンブレラ北米支部へ爆薬を積んだ大型トラックで特攻し、トラックが横転した所で爆薬を点火すると、座席で偶然見つけた煙草で最後の一服を味わい、大量のゾンビを巻き込んで爆死した。
『V』ではアンブレラが造り出したクローンとして2体が登場する。1体目は市街地でクローン・アリスの夫トッドとして、2体目はジルの率いる攻撃部隊の一員であり、クローン・ワンと共にクローン・レインや他の隊員たちの統制役を務めている。前者はマジニの襲撃から捨て身でクローン・アリスと娘のベッキーを逃がすが、最後にはマジニと化してクローン・アリスを惨殺する。後者のクローン・カルロスはストーリー中盤でクローン・レイン以外の隊員たちと共に、基地の破壊に巻き込まれて死亡する。

## 主な使用武器
- SIG PRO SP2009（『3』）
- M4カービン（『3』）
- H&K MP5（『UC』）
- グロック18（『RE:3』）
- コルト M4 コマンドー（『RE:3』）
- デザートイーグル（『II』）
- IMI ガリル MAR（『II』）
- IMI タボールAR21（『III』、『V』）
- H&K USP（『III』）
- トーラスPT92（『III』）
- ラドム PM-98（『III』）

## カルロスを演じた人物

### 声優
ヴィンス・コラッツァ
- 『3』

キム・ストラウス
- 『UC』

ギデオン・エメリー
- 『ORC』

Jeff Schine
- 『RE:3』

安元洋貴
- 『ORC』（日本語吹き替え版）
- 『RE:3』（日本語吹き替え版）

寺杣昌紀
- 『II』（日本語吹き替え版〈劇場公開 / ソフト版〉）
- 『III』（日本語吹き替え版〈劇場公開 / ソフト版〉）
- 『V』（日本語吹き替え版〈劇場公開 / ソフト版〉）

江原正士
- 『II』（日本語吹き替え版〈地上波放送版〉）
- 『III』（日本語吹き替え版〈地上波放送版〉）
- 『V』（日本語吹き替え版〈地上波放送版〉）

### 俳優
オデッド・フェール
- 『II』
- 『III』
- 『V』